# 塞文国家公园
塞文国家公园（法語：Parc national des Cévennes）是法國的一個國家公園，位於法國南部塞文山脈地區。1970年，法國以「埃古阿勒國家森林」為中心成立了塞文國家公園，前者佔後者總面積86％。公園內長久以來即有的住民聚落形成 塞文國家公園的一大特色。此外，塞文國家公園以其70％森林覆蓋面成為法國所有國家公園中森林覆蓋面最廣的一座。2011年， 科斯與塞文山區以「地中海農牧業文化景觀」列入聯合國教科文组織之世界文化遺產。。

## 相關連結
- 喬治·法博